# Enchocrana lasista
Enchocrana lasista là một loài bướm đêm trong họ Geometridae.